# گل‌مژه
گُل‌مُژه (به انگلیسی: Stye) التهاب حاد غدّه‌های چربی در انتهای مژه به علت عفونت باکتریایی است.
گل‌مژه، بیماری شایعی است که می‌تواند افراد را در سنین مختلف گرفتار کند. گل‌مژه به‌صورت یک توده متورم، حساس و دردناک و قرمز رنگ در نزدیکی لبه پلک تظاهر می‌کند.
این توده در حقیقت یک آبسه کوچک است که در اثر عفونت یا التهاب مژه‌ها یا غدد ترشح‌کننده چربی پلک ایجاد می‌شود. تماس دست آلوده با چشم و التهاب لبه پلک از عوامل مهمی هستند که باعث بروز گل‌مژه می‌شوند.

## علائم و نشانه‌ها
- احساس سنگینی و درد پلک
- ایجاد یک توده برجسته قرمز رنگ دردناک در لبه پلک
- سوزش و خارش و ریزش اشک
- خروج موردی ترشحات چرکی از گل‌مژه،
- تاری دید: تاری دید از عوارض معمول گل‌مژه نیست اما اگر گل‌مژه نسبتاً بزرگ باشد با فشار روی قرنیه باعث ایجاد آستیگماتیسم و تاری دید می‌شود.

## درمان

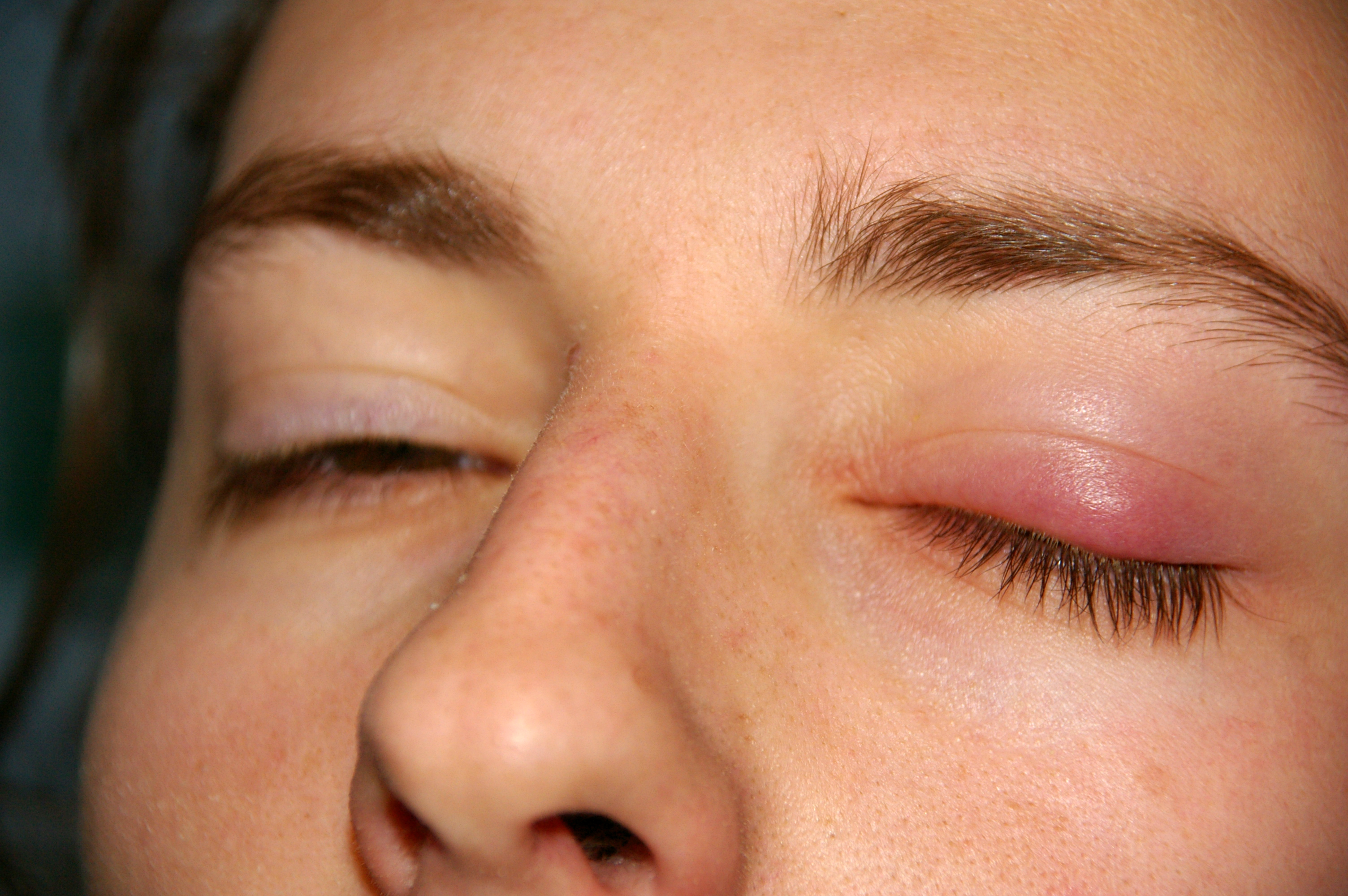
تصویری از گل مژه

اکثر گل‌مژه‌ها ظرف چند روز به‌تدریج بهبود می‌یابند و مشکل خاصی ایجاد نمی‌کنند. در چند روز اول، استفاده از کمپرس گرم باعث تسکین درد می‌شود و ممکن است به سرباز کردن گل‌مژه و تخلیه ترشحات چرکی کمک کند.
ماساژ ملایم هم به تسکین درد و تخلیه ترشحات کمک می‌کند. ماساژ کمپرس گرم را می‌توان روزی ۴–۳ بار انجام داد تا ترشحات تخلیه شود و گل‌مژه بهبود پیدا کند. هرگز سعی نکنید گل‌مژه را بترکانید. اگر پس از چند روز گل‌مژه بهبود پیدا نکرد حتماً به چشم پزشک مراجعه کنید.
چشم پزشک می‌تواند در صورت لزوم با یک جراحی کوچک گل‌مژه را تخلیه کند. تخلیه گل‌مژه با بی‌حسی موضعی با استفاده از قطره بی‌حس‌کننده انجام می‌شود و گل‌مژه از سمت پشت پلک تخلیه می‌شود.
در گل‌مژه‌های معمولی استفاده از قطره‌های آنتی‌بیوتیک یا آنتی‌بیوتیک خوراکی فایده‌ای ندارد. اما در بچه‌های کوچک یا افرادی که گل‌مژه‌های شدیداً ملتهب دارند ممکن است لازم باشد با نظر چشم پزشک آنتی‌بیوتیک خوراکی برای جلوگیری از گسترش عفونت به بقیه پلک و قسمت‌های مجاور استفاده شود.
هم چنین برای درمان می‌توان از یک پماد چشم مخصوص گل مژه نیز استفاده کرد.

## پیشگیری
در برخی از افراد گل‌مژه، به‌طور مکرر عود می‌کند. برای پیشگیری، از تماس دست آلوده با چشم جلوگیری کنید، بهداشت پلک را رعایت کنید. شست‌وشوی منظم پلک‌ها با آب ولرم یا شست‌وشوی لبه پلک با شامپو بچه رقیق شده می‌تواند به جلوگیری از عود گل‌مژه کمک کند.
در صورت بروز گل‌مژه‌های مکرر حتماً به چشم پزشک مراجعه کنید. گاهی بیماری‌های چشمی دیگر مثل بلفاریت (التهاب لبه پلک) یا مشکلات غدد ترشح‌کننده چربی باعث بروز گل‌مژه مکرر می‌شود که تشخیص و درمان این بیماری‌ها توسط چشم پزشک باعث جلوگیری از عود گل‌مژه می‌شود.